# Câinele din Baskerville (film din 1978)
Câinele din Baskerville (titlu original: The Hound of the Baskervilles) este un film britanic de comedie din 1978 regizat de Paul Morrissey. Rolurile principale au fost interpretate de actorii  Peter Cook ca Sherlock Holmes și Dudley Moore ca Dr. Watson. În rolurile secundare au jucat Terry-Thomas (în ultima sa apariție pe marele ecran), Kenneth Williams și Denholm Elliott. Este bazat pe romanul Câinele din Baskerville de Arthur Conan Doyle.

## Distribuție
- Peter Cook – Sherlock Holmes
- Dudley Moore – Doctor Watson / Mr. Spiggot / Mrs. Ada Holmes / Piano Player
- Denholm Elliott – Stapleton
- Joan Greenwood – Beryl Stapleton
- Hugh Griffith – Frankland
- Irene Handl – Mrs. Barrymore
- Terry-Thomas – Dr. Mortimer
- Max Wall – Arthur Barrymore
- Kenneth Williams – Sir Henry Baskerville
- Roy Kinnear – Ethel Seldon
- Dana Gillespie – Mary Frankland
- Lucy Griffiths – Iris
- Penelope Keith – Massage-Parlour Receptionist
- Jessie Matthews – Mrs. Tinsdale
- Prunella Scales – Glynis
- Josephine Tewson – Nun
- Rita Webb – Elder Masseuse
- Henry Woolf – Shopkeeper
- Spike Milligan – Policeman